# Mirafra cordofanica
Mirafra cordofanica là một loài chim trong họ Alaudidae.